# Батрынча, Влад Николаевич
Влад Николаевич Батрынча (рум. Vlad Batrîncea; род. 31 марта 1981, Кишинёв, Молдавская ССР, СССР) — молдавский политик, государственный деятель, депутат парламента Республики Молдова с 2014 года. Вице-председатель парламента Республики Молдова с 2019 года, председатель парламентской фракции БКС, член Политического Исполнительного Комитета ПСРМ.

## Биография, карьеры, взгляды
Окончил Славянский университет Молдовы. Является магистром международного права.
В 2011 году, совместно с коллегами, стал со-основателем Партии социалистов Республики Молдова и основателем молодежной организации «Молодая Гвардия»
В том же году был избран членом Политического Исполнительного Комитета ПСРМ и членом Республиканского совета партии.
С 2013 года по 2023 год являлся Исполнительным секретарем Партии социалистов Республики Молдова.
В 2014 году избран депутатом парламента Республики Молдова.
В 2018 году победил в одномандатном округе №28 в секторе Рышкановка на парламентских выборах. 
В 2019 году был избран вице-председателем Парламента Республики Молдова.
В 2021 году был избран в качестве вице-председателя ПАСЕ.
10 апреля 2023 стал председателем самой крупной оппозиционной фракции в Парламенте Республики Молдова, Блока коммунистов и социалистов.
Является председателем парламентской группы дружбы Молдовы и Китая, а также вице-председателем парламентской группы дружбы Молдовы и России.
Является инициатором ежегодного круглого стола в парламенте на тему сохранения нейтралитета Республики Молдова, автором десятков проектов законов в парламенте и вотумов недоверия министрам.
Кавалер ордена «Трудовая слава» (Республика Молдова).
В 2025 году, в качестве главы делегации ПСРМ, подписал меморандум о сотрудничестве между Партией социалистов Республики Молдова и правящей партией в Китае – Коммунистическая партия Китая. Со стороны КПК меморандум подписал министр международного отдела ЦК КПК Лю Цзяньчао.
Влад Батрынча является сторонником сохранения и укрепления статуса нейтралитета Республики Молдова. Будучи депутатом, инициировал принятие соответствующей декларации в парламенте. Выступает за государственность Республики Молдова и взвешенную внешнюю политику.
Политик не раз выражал позицию, что Молдове суждено иметь взвешенные взаимоотношения как с Европейским союзом, США, так и с Россией, странами СНГ, Китаем.
Выступает за мирное урегулирование приднестровского конфликта, за реинтеграцию в конституционное поле Молдовы приднестровского региона.
Политик придерживается мнения о необходимости вмешательства государства в экономическую политику, создания государственного банка и социальных программ поддержки населения.
«За три десятилетия Молдова противостояла многочисленным вызовам, прошла через тяжелые испытания, но были и достижения, были сделаны важные шаги на пути к укреплению государственности и развитию демократических институтов. Мы привержены борьбе за суверенную и процветающую Молдову, где интересы народа являются приоритетом, а национальные ценности уважаются и продвигаются», - Влад Батрынча.